# Tetrapodia
Tetrapodia (gr. tetrapodía – człon czterostopowy) – typ wiersza złożonego z czterech identycznych stóp w każdym wersie. 
- tetrapodia trocheiczna: SsSsSsSs – w wierszu polskim bardzo częsta;
- tetrapodia jambiczna: sSsSsSsS – w wierszu polskim niezbyt częsta;
- tetrapodia daktyliczna: SssSssSssSss – w wierszu polskim nie występuje;
- tetrapodia amfibrachiczna: sSssSssSssSs – w wierszu polskim bardzo częsta;
- tetrapodia anapestyczna: ssSssSssSssS – w wierszu polskim rzadka[2];
- tetrapodia peoniczna III – w wierszu polskim rzadka.

(Duże S oznacza sylabę długą lub akcentowaną; małe s oznacza sylabę krótką lub nieakcentowaną.)
Tetrapodia może być samodzielnym wersem lub członem średniówkowym. Na przykład tetrapodia jambiczna może wchodzić w skład wersu ośmiostopowego.